# Шульга, Валерий Михайлович
Вале́рий Миха́йлович Шульга́ (16 августа 1944, Красноград, Харьковская область, УССР — 2 ноября 2022) — украинский учёный, доктор физико-математических наук, профессор, академик НАНУ.
Родился 16 августа 1944 года в г. Красноград Харьковской области.
Окончил радиофизический факультет (1966) и аспирантуру (1969) ХГУ им. А. М. Горького. В 1972 г. защитил кандидатскую диссертацию «Спин-решёточная релаксация и нагрев фононов в кристаллах рубина и сапфира».
- 1970—1972 младший научный сотрудник ИРЭ АН УССР
- 1972—1976 ассистент ХГУ им. А. М. Горького
- 1976—1986 старший научный сотрудник ИРЭ АН УССР.

С 1986 г. работал в Радиоастрономическом институте (РИ НАН Украины): заведующий лабораторией, с 1991 г. — заведующий отделом, с 1999 г. заместитель директора по научной работе.
В 1988 г. защитил докторскую диссертацию «Неравновесные и инвертированные состояния спиновых систем в парамагнетиках с повышенной концентрацией магнитных центров и квантовое усиление в миллиметровом диапазоне».
С 1992 г. по совместительству — профессор кафедры квантовой радиофизики Харьковского национального университета имени В. Н. Каразина.
Научные интересы — квантовая радиофизика, радиоастрономия, физика низких температур, физика магнитных явлений.
Первым выполнил исследование спин-фононных взаимодействий на сверхвысоких частотах при сверхнизких температурах (до 0,03 К) в парамагнетиках с примесями ионов группы железа. Выяснил природу эффекта просветления в оптическом диапазоне сегнетоэлектриков при нейтронном и УФ облучении. Изучил характеристики активных веществ квантовой СВЧ электроники в инвертированном состоянии в миллиметровом диапазоне. Создал высокочастотный квантовый усилитель (мазер) с рекордными по чувствительности характеристиками, разработал высокочувствительные полупроводниковые приёмные системы дециметрового, сантиметрового и миллиметрового диапазонов.
Академик НАНУ (избран 6 мая 2006 г.).
Лауреат Государственной премии Украинской ССР (1989), премии НАНУ им. М. Барабашова (2001). Заслуженный деятель науки и техники Украины (2004).
Автор более 120 научных работ. Подготовил 3 кандидатов наук.
Умер 2 ноября 2022 года.
Его именем названа малая планета Шульга 31363.
Сочинения:
- Shulga V. M., Korolev V. D., Peskovatskii S. A. Spin-lattice relaxation in Fe3+-doped andalusite crystals // Phys. Stat. Sol.(b). — 1977. — V. 82. — P. 251—255.
- Шульга В. М., Маслов К. В. Обменное взаимодействие и спин-решеточная релаксация // ФТТ. — Т. 28, № 7. — 1985. — С. 2161—2166.
- Шульга В. М., Мышенко В. В. О мазерных характеристиках андалузита на частотах выше 100 ГГц // ЖТФ. — Т. 56, № 10. — 1986. — С. 2053—2055.
- Shulga V. M., Pirogov L. F., Lapinov A. V., Zinchenko I. I. H13CN, H13CO+, HCN observations of dense gas in galactic molecular clouds // Astron. Astrophys. Suppl. — 1995. — V. 109. — P. 333—340.
- Shulga V. M., Antufeev A. V. Model of the CO molecular emission from the cloud with bipolar outflows // Kinematic and Physics Celes. Bodies. — 2000. — V. 3. — P. 143—145.